# 오토아이티
오토아이티(AutoIT)는 2014년에 설립한 특장 차량 관련 제품과 스마트팩토리용 머신비젼 검사시스템을 전문으로 제조하는 회사이다. 회사 창업은 서울 가산디지털단지에서 하였으며, 2017년 수성알파시티에 사옥을 건설하여 본사를 이전하였다.
상용차(버스, 택시, 특장차 등)에 사용되는 AVM와 MDVR(차량용블랙박스)를 주력으로 생산하고 있으며, 최근에는 딥러닝 관련 제품을 개발하여 판매하고 있다. ("대구 서구청-오토아이티, ABB 시스템 공공실증 협약")

## 주요 제품
차량용 보안시스템
- MDVRs
- Cameras
- AVM
- Monitors

스마트 팩토리 시스템
- AWIS (용접설비 자동진단시스템)
- ECR (타각문자&바코드인식 시스템)
- AVIS-3D (CO2 용접비드 3D 검사시스템)
- SPC (너트 용접품질 검사시스템)
- ASIS (구조용 접착제 비전검사시스템)
- MDS (제조 공정 모니터링 시스템)
- FSS (지게차 모니터링 시스템)
- WAY (납품 차량 관제시스템)
- PSS (팔레트 모니터링시스템)

## 사업장 현황

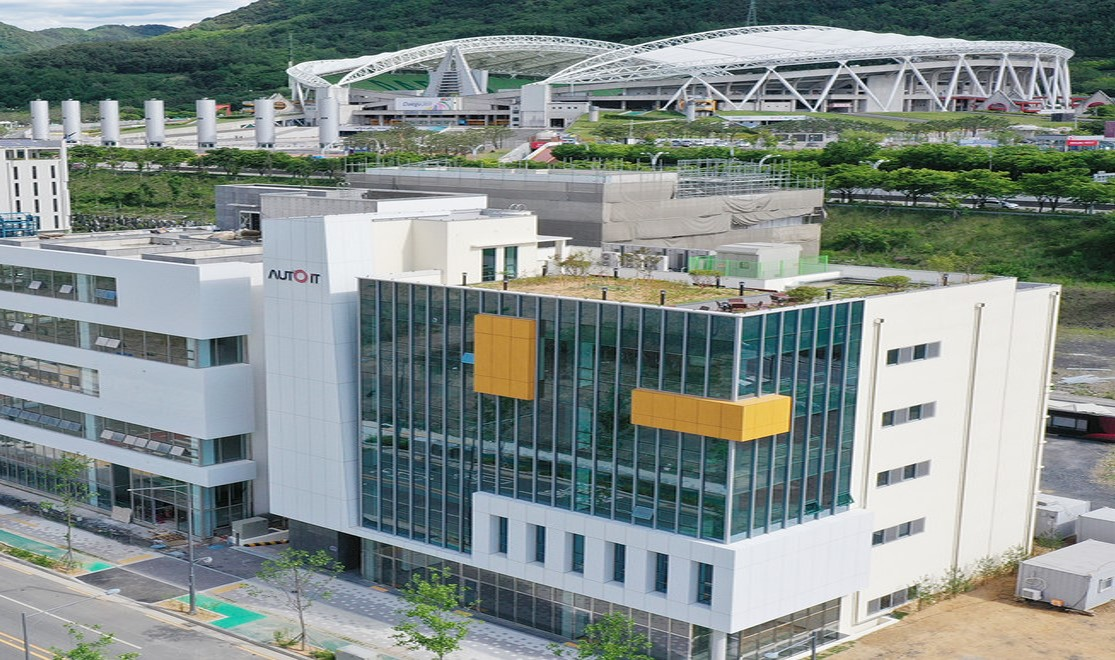
오토아이티 본사

- 본사: 대구광역시 수성구 알파시티1로 117, 오토아이티(주)

- 생산공장: 전라북도 정읍시 공단2길, 대우전자부품(주) 생산공장